# Neothripa
Neothripa là một chi bướm đêm thuộc họ Noctuidae.